# Ullensvang
Ullensvang er en kommune i Vestland fylke, i Norge. Kommunen
Den grænser i nord til Granvin og Ulvik, i øst til Eidfjord og Vinje, i syd til Odda, og i vest til Kvinnherad og Jondal. Over Hardangerfjorden i nordvest ligger Kvam.
1. januar 2020 blev Ullensvang lagt sammen med Odda og Jondal til én kommune. Kommunenavnet bliver Ullensvang, og kommunens administration bliver placeret i Odda.
Det nordlige hjørne af Folgefonna ligger i kommunen. Vestsiden af Hardangervidda nationalpark udgør størstedelen af kommunen og over 80% af arealet i Ullensvang ligger 900 meter eller mere over havet.
Ullensvang er kendt for sine frugtplantager, og den storslåede blomstring om foråret. Mange jordbrugere kombinerer frugtavl med fårehold.
Frilandsmuseet Agatunet ligger i Ullensvang